# Bayou Saint-Jean (rivière)
Pour les articles homonymes, voir Bayou Saint-Jean.
Ne doit pas être confondu avec Bayou Saint-Jean (La Nouvelle-Orléans).

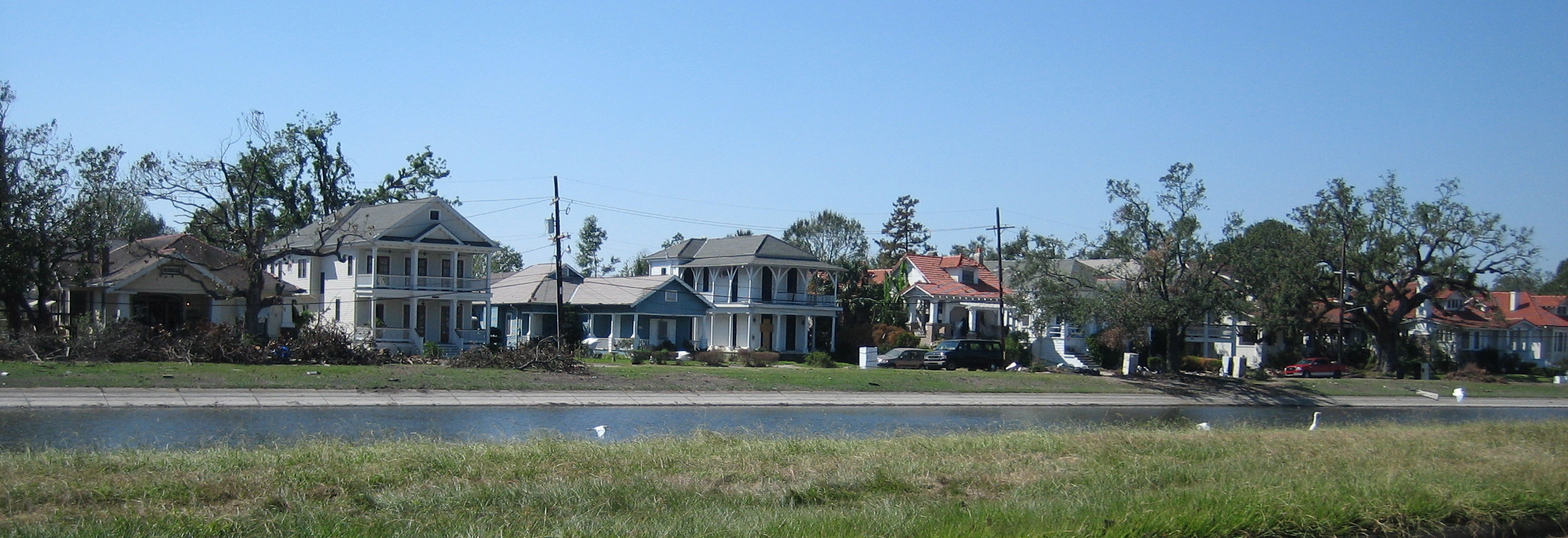
Vue du bayou Saint-Jean de La Nouvelle-Orléans.

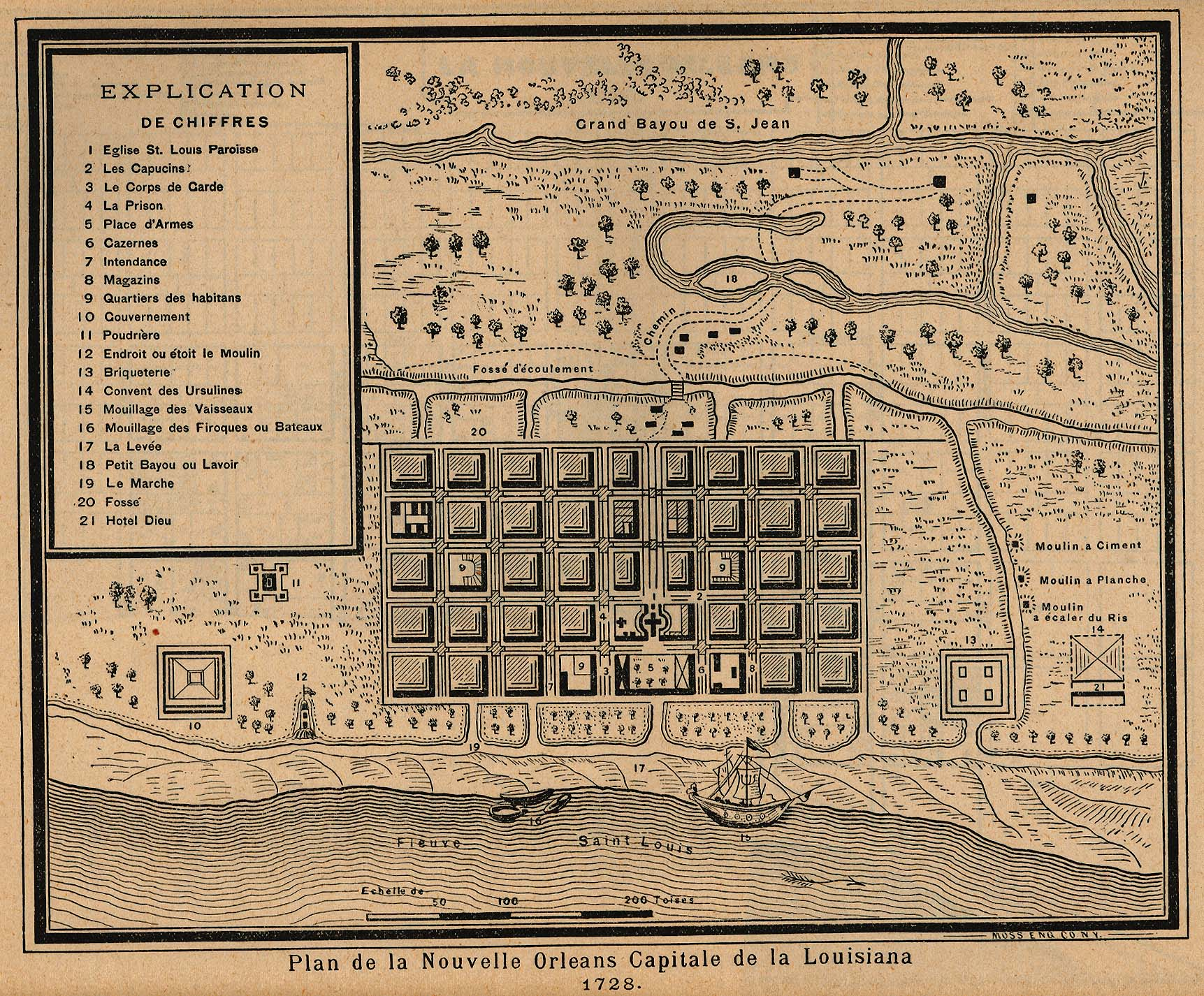
Le grand bayou Saint-Jean en 1728.

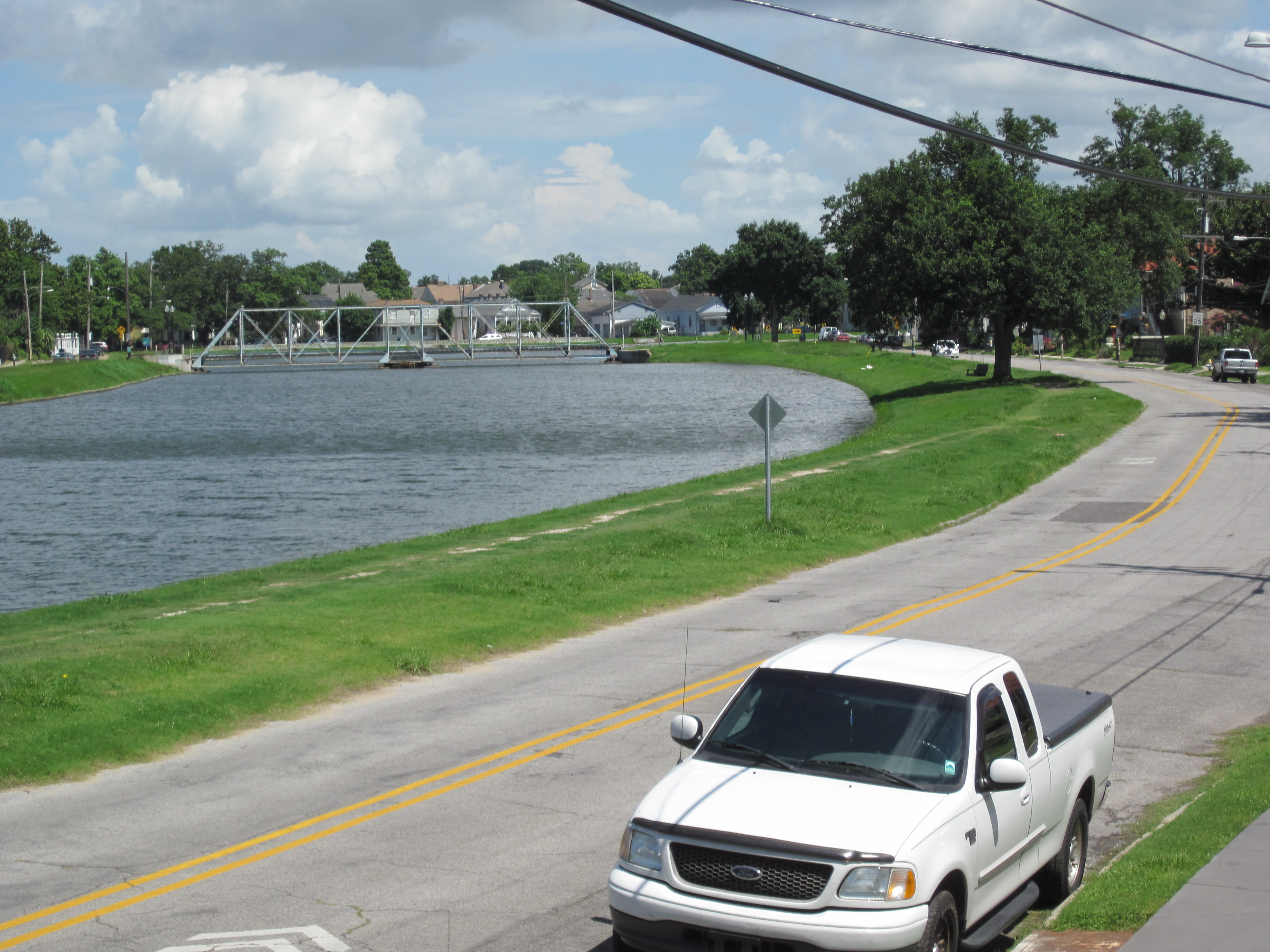
Pont sur le bayou Saint-Jean.

Le bayou Saint-Jean, (en anglais : Bayou Saint-John), anciennement appelé Bayouk Choupic par les Amérindiens, est un cours d'eau qui coule dans les faubourgs de La Nouvelle-Orléans pour aller se jeter dans le lac Pontchartrain en Louisiane.
Ce bayou était plus étendu à l'époque de la Nouvelle-France. De nombreux bras rejoignaient ce bayou, notamment lors des grandes marées et des inondations saisonnières. Nombre d'entre eux permirent d'assécher les marais environnant. De nombreux bras secondaires sinuent encore le long de son lit, notamment dans le vaste City Park qui borde le bayou.
En 1690, les explorateurs français arpentèrent ce lieu peuplé par des tribus amérindiennes. 
En 1701, les colons français édifièrent un fort le long du bayou qui nommèrent Fort Saint-Jean en raison de l'intérêt commercial de ce cours d'eau que les Amérindiens, puis les trappeurs empruntaient avec leurs fourrures pour atteindre le lac Pontchartrain et le fleuve Mississippi, à bord de canoës. Le portage était parfois nécessaire en raison de la différence de niveau de l'eau entre le bayou et le niveau de la mer. Le sentier de portage le long de ce bayou devint la "Grande route de Saint-Jean".
Après la vente de la Louisiane par Napoléon Ier aux États-Unis, une voie d'eau artificielle, le canal Carondelet, fut creusée entre ce bayou et le lac Pontchartrain afin d'offrir un passage plus large pour des navires ayant un important tirant d'eau comparés aux petites embarcations traditionnelles tels que les canoës.
Dans les années 1930, une écluse fut installée à la confluence du bayou et du lac Pontchartrain. 

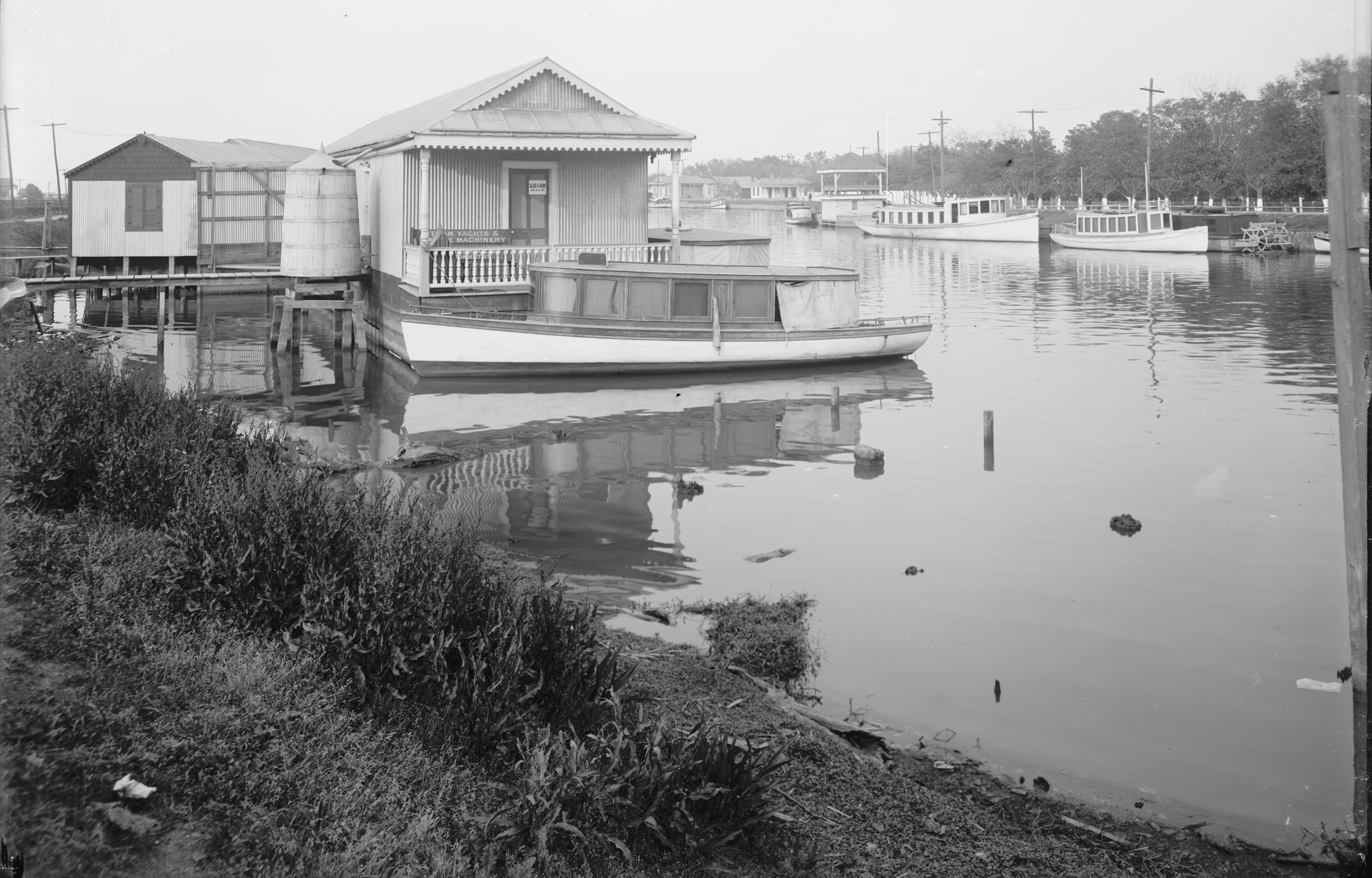
Bayou Saint-Jean, 1910

En 1955, le bayou fut entièrement vidé afin d'être nettoyé en raison des mauvaises odeurs qu'il dégageait. Depuis cette année-là, le bayou Saint-Jean est devenu un lieu de promenade au milieu de quartiers résidentiels tels que ceux du Bayou Saint-Jean et du quartier City Park, le long du vaste parc City Park de La Nouvelle-Orléans. Les rives du bayou Saint-Jean se remplissent de fêtards lors du Carnaval du Mardi gras indien.